# Guiyang
Guiyang (en xinès: 贵阳, pinyin: Guìyáng) és una ciutat-prefectura i la capital de la província de Guizhou, al sud-oest de la República Popular de la Xina. Es troba a la vora del riu Nanming He, tributari del Iang-Tsé.
La ciutat té una elevació d'uns 1.100 metres, una superfície de 8.034 km² i una població és de 4.324.561 al cens de 2010, dels quals 3.037.159 viuen a la zona edificada de set districtes urbans.
És un centre de vies de comunicació. És un important enclavament industrial, amb indústria siderúrgica, de producció d'alumini (té importants jaciments de bauxita), indústria química productora d'adobs, de pneumàtics, indústria tèxtil, de vidre, paper i altres articles de consum. També és un centre cultural i té una universitat.